# Ipubi
Ipubi là một đô thị thuộc bang Pernambuco, Brasil. Đô thị này có diện tích 972,17 km², dân số năm 2007 là 25893 người, mật độ 26,63 người/km².